# جيرو دي توسكانا 2016
جيرو دي توسكانا 2016 (بالألمانية: Giro della Toscana 2016) هو سباق دراجات هوائية، وهو الموسم رقم 88 من نفس السباق، وأقيم خلال الفترة 20 سبتمبر 2016، وحتى 21 سبتمبر 2016، وامتدّ لمسافة 363 كيلومتر، وهو أحد سباقات طواف أوروبا للدراجات 2016، وقد شارك في السباق 128 متسابقاً.
فاز فيه بالمركز الأول دانيلي بيناتي، وبالمركز الثاني سوني كولبريلي، وبالمركز الثالث جيوفاني فيسكونتي.

## الفرق
| فرق عالمية (3)- أستانا - موفيستار - Dimension Data فرق قارية محترفة (12)- أندروني جوكاتولي-سيدرمك 2016 ‏ - Bardiani CSF - Bora-Argon 18 - كاجا رورال-سيغوروس 2016 ‏ - CCC Development Team ‏ - Fortuneo-Vital Concept - غازبروم روسفيلو ‏ - نيبو-فيني فانتيني-يوربا أوفيني ‏ - تيم نوفو نورديسك ‏ - سبورت فلاندرين بالويس 2016 ‏ - ويلير تريستينا-سيل إيطاليا ‏ - Akros–Excelsior–Thömus ‏ فريق وطني- فريق إيطاليا لركوب الدراجات للرجال 2016 ‏ |  |
| |  |

## المراحل
| قائمة المراحل | قائمة المراحل | قائمة المراحل               | قائمة المراحل | قائمة المراحل | قائمة المراحل    | قائمة المراحل    |
| المرحلة       | التاريخ       | الدورة                      |               | المسافة (كم)  | الفائز بالمرحلة  | القائد العام     |
| ------------- | ------------- | --------------------------- | ------------- | ------------- | ---------------- | ---------------- |
| 1             | 20 سبتمبر     | أريتسو – مونتكاتيني ترمي    | مرحلة جبلية   | 174.7         | جيوفاني فيسكونتي | جيوفاني فيسكونتي |
| 2             | 21 سبتمبر     | مونتكاتيني ترمي – بونتيديرا | مرحلة جبلية   | 185.3         | سام بينيت        | دانيلي بيناتي    |

## النتيجة

### مرحلة 1
أجريت في 20 سبتمبر 2016، وامتدّت لمسافة 174.7 كيلومتر فاز بالمرحلة جيوفاني فيسكونتي، ومتصدر الترتيب العام في نهاية المرحلة جيوفاني فيسكونتي.
| التصنيف العام | التصنيف العام    | التصنيف العام | التصنيف العام | التصنيف العام |        |
| الدراج        | الدراج           | البلد         | الفريق        | الوقت         | السرعة |
| ------------- | ---------------- | ------------- | ------------- | ------------- | ------ |
| 1.            | جيوفاني فيسكونتي | إيطاليا       | موفيستار      |               |        |

### مرحلة 2
أجريت في 21 سبتمبر 2016، وامتدّت لمسافة 185.3 كيلومتر فاز بالمرحلة سام بينيت، ومتصدر الترتيب العام في نهاية المرحلة دانيلي بيناتي.
| التصنيف العام | التصنيف العام    | التصنيف العام | التصنيف العام | التصنيف العام |        |
| الدراج        | الدراج           | البلد         | الفريق        | الوقت         | السرعة |
| ------------- | ---------------- | ------------- | ------------- | ------------- | ------ |
| 1.            | دانيلي بيناتي    | إيطاليا       | Tinkoff       | 8 س 53 د 03 ث |        |
| 2.            | سوني كولبريلي    | إيطاليا       | Bardiani CSF  | + 0 ث         |        |
| 3.            | جيوفاني فيسكونتي | إيطاليا       | موفيستار      | + 0 ث         |        |

## التصنيف العام النهائي
| التصنيف العام | التصنيف العام    | التصنيف العام | التصنيف العام | التصنيف العام |        |
| الدراج        | الدراج           | البلد         | الفريق        | الوقت         | السرعة |
| ------------- | ---------------- | ------------- | ------------- | ------------- | ------ |
| 1.            | دانيلي بيناتي    | إيطاليا       | Tinkoff       | 8 س 53 د 03 ث |        |
| 2.            | سوني كولبريلي    | إيطاليا       | Bardiani CSF  | + 0 ث         |        |
| 3.            | جيوفاني فيسكونتي | إيطاليا       | موفيستار      | + 0 ث         |        |